# Sarah Siegelaar
Sarah Siegelaar (ur. 4 października 1981 w Heemstede) – holenderska wioślarka.

## Osiągnięcia
- Mistrzostwa Świata – Mediolan 2003 – czwórka bez sternika – 2. miejsce[1].
- Igrzyska Olimpijskie – Ateny 2004 – ósemka – 3. miejsce[1].
- Mistrzostwa Świata – Monachium 2007 – ósemka – 7. miejsce[1].
- Igrzyska Olimpijskie – Pekin 2008 – ósemka – 2. miejsce[1].